# Tungnafellsjökull

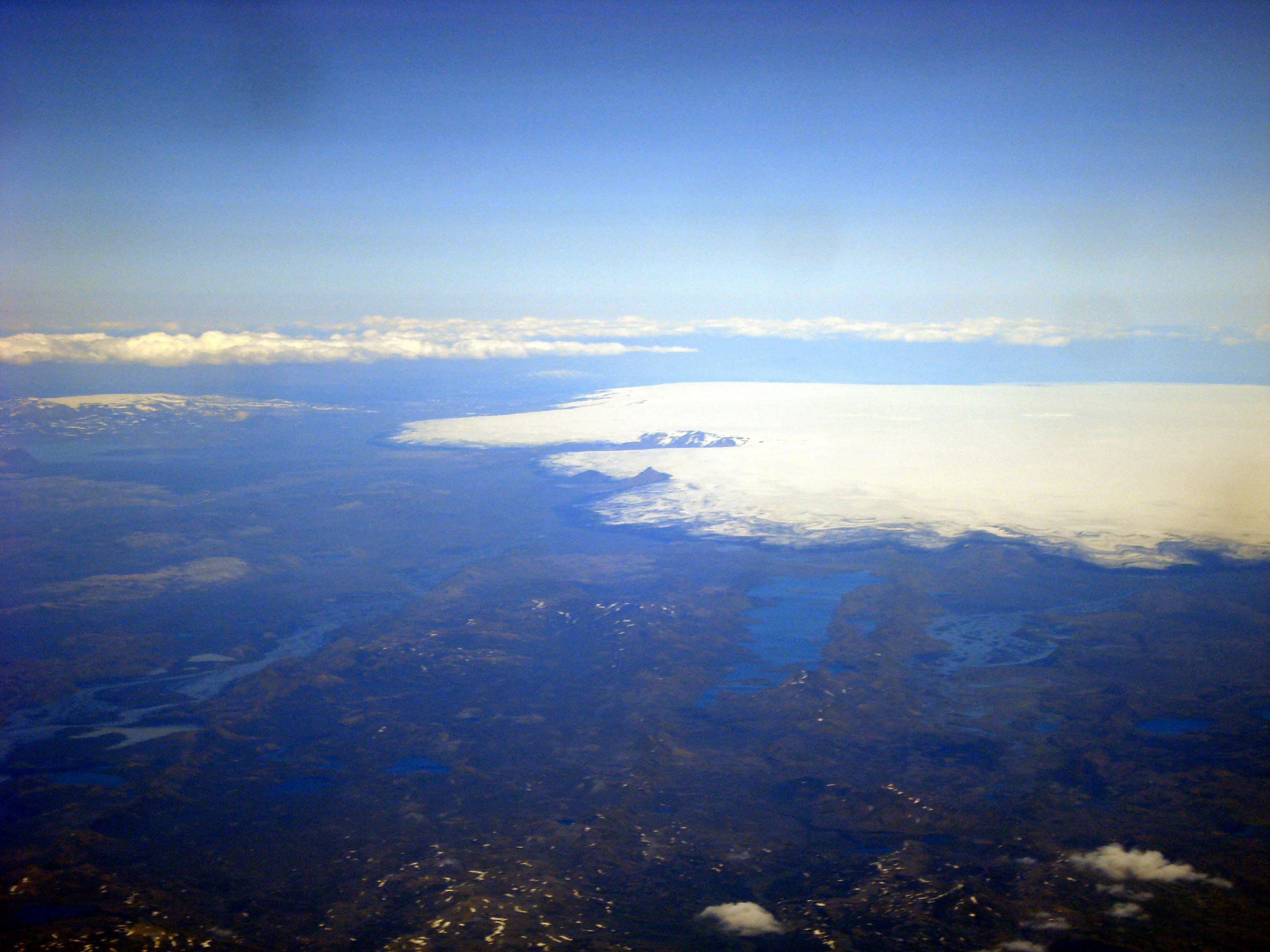
Luftaufnahme: re. im Mittelgrund Bárðarbunga, li. Tungnafellsjökull

Der Tungnafellsjökull ist mit einer Fläche von etwa 48 km² einer der kleineren Gletscher Islands. Er ist ca. 10 km lang und 5–6 km breit. Der höchste Punkt des Gletschers liegt auf 1535 m.

## Lage
Er befindet sich an der Sprengisandur-Hochlandpiste nordwestlich des Gletscherschildes des Vatnajökull und westlich des nächstgelegenen und unter dem Vatnajökull befindlichen Zentralvulkans Bárðarbunga.
Das Hochtal Vonarskarð mit seinem Hochtemperaturgebiet gehört zum Vulkansystem des Tungnafellsjökull und liegt zwischen ihm und dem Vatnajökull.

## Gestalt
Es handelt sich um einen Vulkan, der zu großen Teilen aus Palagonit besteht, d. h. unter Gletschern entstanden ist.
Die Seiten des vergletscherten Bergmassivs sind im Süden und Westen steil.
Der höchste Gipfel namens Háhyrna befindet sich auf der Westseite des Berges. Von dort hat man eine gute Aussicht über Vonarskarð und Sprengisandur.

## Vulkanismus
Es handelt sich hier um einen großen Zentralvulkan, dessen Vulkansystem einige Spalten im Flachland angehören. Er befindet sich geologisch gesehen an der Westseite des Östlichen Vulkangürtels von Island.
Seine Form ist in etwa kreisförmig mit einem Durchmesser von 20 km und der Vulkan reicht bis zum Vonarskarð. Im Westen des Vulkangebäudes hatte sich ein kleiner Stratovulkan gebildet ähnlich dem der Hekla. Er ist aber später in sich zusammengefallen und dabei erschien eine kleine Caldera, die von Gletschereis ausgefüllt ist. Eine weitere kleine Caldera der Ostseite ist stark erodiert.
Es gibt keine Aufzeichnungen über Ausbrüche seit der Besiedlung Islands. Der Vulkan wird aber als aktiv eingestuft, da er in den letzten 10.000 Jahren mehrmals ausgebrochen ist, wie sich an Aschenlagen und von ihm ausgehenden Kraterreihen nachweisen lässt.
Von den zwei Calderen des Vulkanes ist eine vom Gletscher überdeckt, die andere liegt frei. In ihr erkennt man rhyolithische Laven.
Zahlreiche Spalten mit darüberliegenden Palagonitrücken ziehen sich vom Zentralvulkan aus nach Südwesten und folgen damit der Hauptausrichtung der aktiven Vulkanzone. Etwas weniger und schwerer zuzuordnende Spalten hingegen findet man im Norden des Tungnafellsjökull.
Der Vulkan Hágöngur im Südwesten des Gletschers gehört zum selben Vulkansystem ebenso wie die Hochtemperaturgebiete am Vonarskarð. Nach Südwesten erstreckt sich das Vulkansystem bis zur Þveralda östlich der Sprengisandur-Piste.

## Erkundung und Erstbesteigung
Der Reisegefährte und spätere Ehemann von Ina von Grumbkow, Hans Reck, untersuchte den Gletscher soweit bekannt als erster im Jahre 1908.
Die Erstbesteigung erfolgte allerdings erst durch den Schweizer Hermann Stoll im Jahre 1911.
Falls man den Gipfel Háhyrna erklimmen möchte, fährt man von Nýidalur an der Sprengisandur zu den Hagakvíslar (866 m) und steigt von dort aus auf.